# Kąt połowy mocy
Kąt połowy mocy (ang. Half Power Beam Width – HPBW), zwany również szerokością wiązki głównej – kąt zawarty pomiędzy punktami wiązki głównej promieniowania anteny, dla których natężenie pola elektromagnetycznego spada do poziomu -3 dB (0,707) względem wartości maksymalnej, stanowiącej punkt odniesienia.
Kąt połowy mocy można określać zarówno dla płaszczyzny wertykalnej jak i horyzontalnej. Im mniejszy kąt połowy mocy, tym bardziej skupiona na kierunku głównego promieniowania jest moc anteny, a tym samym zwiększa się jej kierunkowość.